# Arvid Brorsson
Arvid Brorsson, född 8 maj 1999 i Örebro, är en svensk fotbollsspelare (försvarare) som spelar för AC Monza.

## Klubbkarriär
Brorssons moderklubb är den lokala klubben Östra Almby IK, men han spelade även i IK Sturehov som yngre. Brorsson lämnade sedan IK Sturehov för spel i ungdomsverksamheten hos Örebro SK inför säsongen 2015. Den 1 december 2016 skrev Brorsson på ett treårskontrakt med A-laget. Måndagen den 31 juli 2017 gjorde Brorsson allsvensk debut från start för Örebro SK. Brorsson spelade hela matchen som mittback och blev utsedd till bästa spelare i laget.
Den 1 augusti 2020 lånades Brorsson ut till Örgryte IS på ett låneavtal över resten av säsongen. I mars 2021 värvades Brorsson av Örgryte, där han skrev på ett tvåårskontrakt. I januari 2023 värvades Brorsson av Mjällby AIF, där han skrev på ett kontrakt över säsongen 2023. I april 2023 förlängde Brorsson sitt kontrakt i klubben fram över säsongen 2026.

## Landslagskarriär
Brorsson har även medverkat i flera landskamper med Sveriges U19-landslag.